# Коллегии (Российская империя)

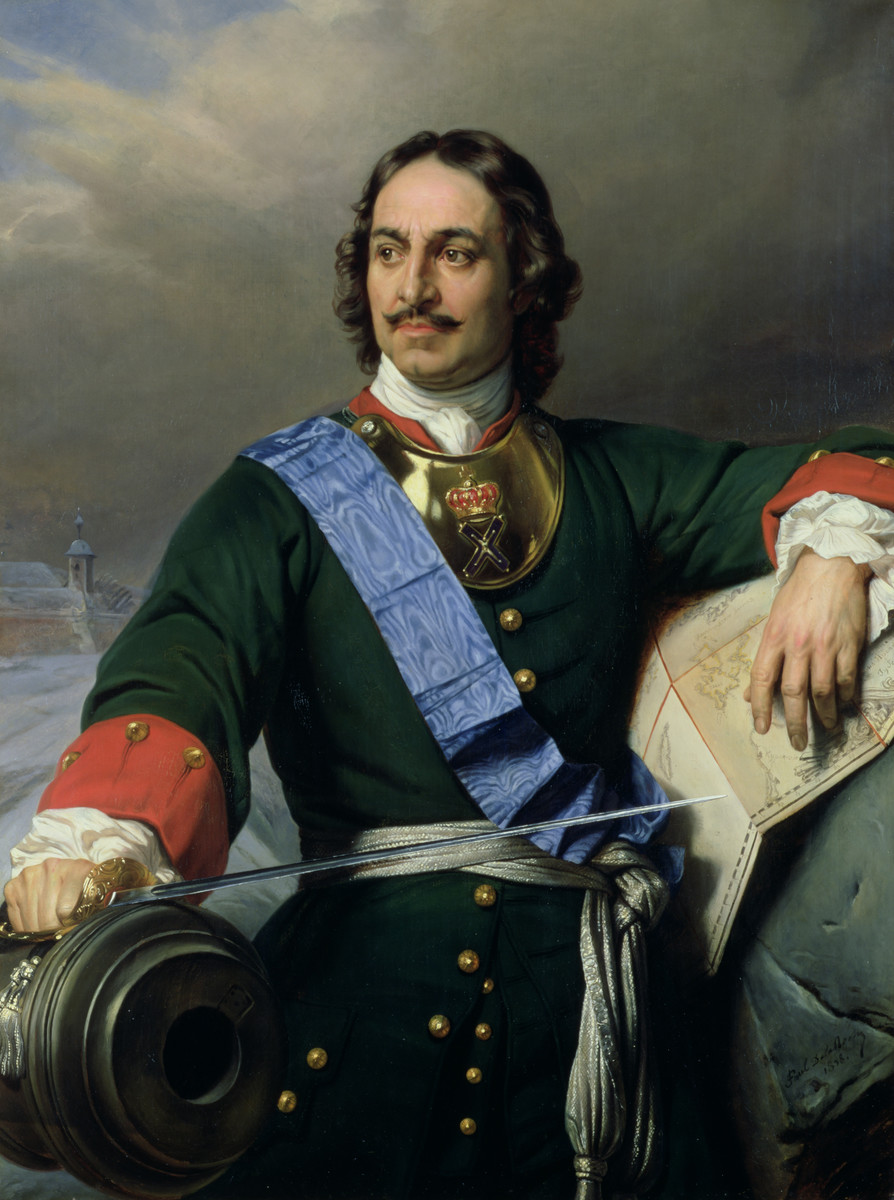
Пётр Великий

Колле́гии — центральные органы отраслевого управления в Российской империи, сформированные в Петровскую эпоху взамен утратившей своё значение системы приказов. Для их размещения на Васильевском острове было возведено колоссальное здание Двенадцати коллегий. В 1802 году коллегии были встроены во вновь созданную систему министерств и с её развитием постепенно упразднены.

## Причины образования коллегий
В 1718—19 годах проходила ликвидация прежних государственных органов, замена их новыми, более подходящими для молодой петровской России.
Образование Сената в 1711 году послужило сигналом к формированию органов отраслевого управления — коллегий. По замыслу Петра I они должны были заменить неповоротливую систему приказов и внести в управление два новых начала:
1. Систематическое разделение ведомств (приказы часто подменяли друг друга, выполняя одну и ту же функцию, что вносило хаос в управление. Иные же функции бывали и вовсе не охвачены каким-либо приказным производством).
2. Совещательный порядок решения дел.

Форма новых центральных органов управления была заимствована в Швеции и в Германии. Основой для регламента коллегий послужило шведское законодательство.

## Эволюция системы коллегий
Уже в 1712 году была сделана попытка учредить Торговую коллегию при участии иноземцев. В Германии и других странах Европы набирались опытные юристы и чиновники для работы в русских государственных учреждениях. Шведские коллегии считались лучшими в Европе, они и были взяты за образец.
Система коллегий, однако, начала складываться только в конце 1717 года. «Сломать» приказную систему в одночасье оказалось делом непростым, поэтому от единовременного упразднения пришлось отказаться. Приказы либо поглощались коллегиями, либо подчинялись им (например, в состав Юстиц-коллегии вошли семь приказов).

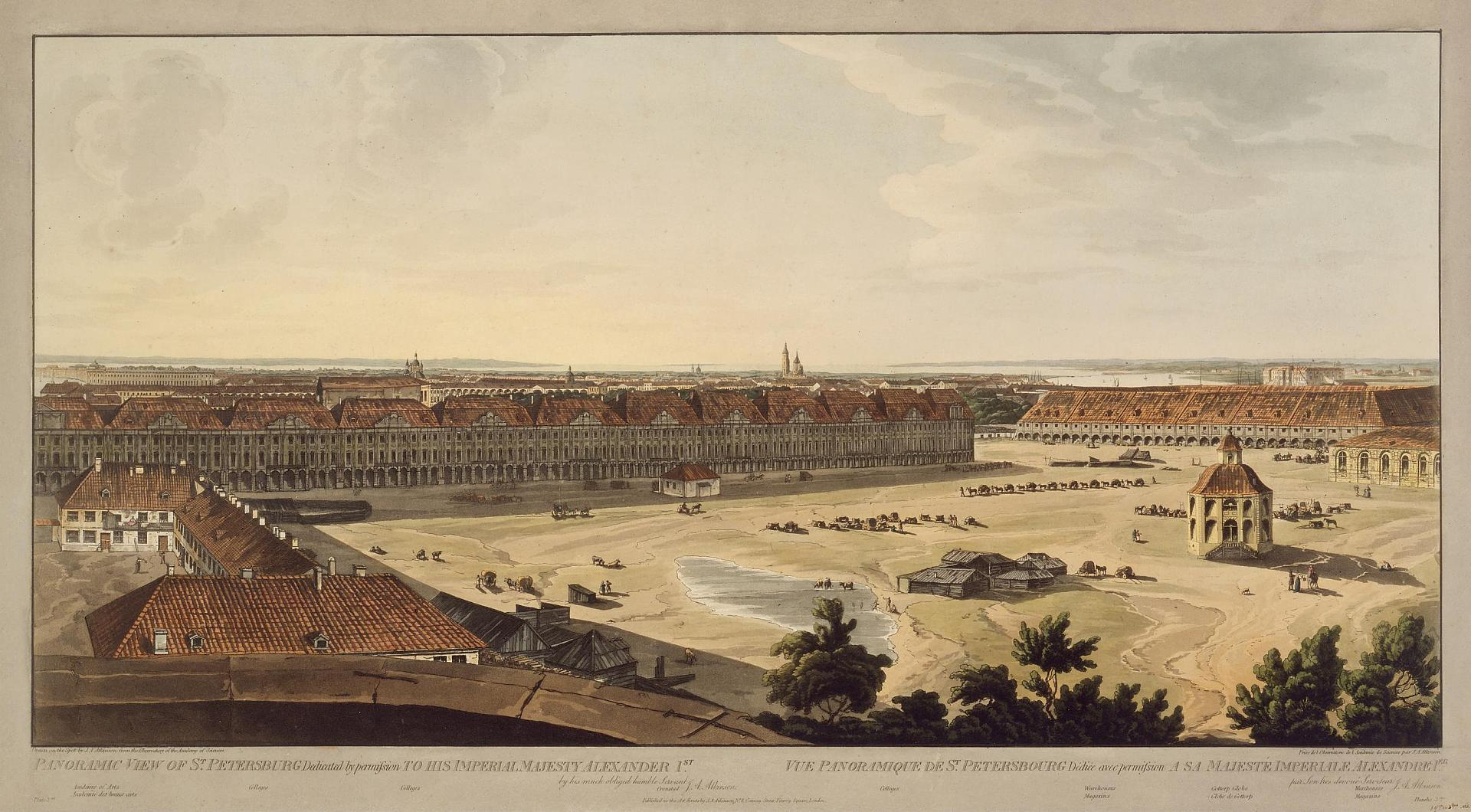
Здание Двенадцати коллегий на Васильевском острове

Уже в 1718 году был принят реестр коллегий:
1. Коллегия иностранных дел (внешняя политика).
2. Военная коллегия (армия).
3. Адмиралтейств-коллегия (флот).
4. Камер-коллегия, или Коллегия казённых сборов (управление государственными доходами: назначение лиц, заведовавших сбором государственных доходов, установление и отмена податей, соблюдение равенства между податями в зависимости от уровня доходов)
5. Юстиц-коллегия (суд).
6. Коммерц-коллегия (торговля).
7. Штатс-контор-коллегия (ведение государственных расходов и составление штатов по всем ведомствам).
8. Берг-Мануфактур-коллегия (промышленность и добыча полезных ископаемых).
9. Ревизион-коллегия (государственный контроль)[1].

В 1720 году был создан Главный магистрат (на правах коллегии). Этот орган координировал работу всех магистратов и являлся для них апелляционной судебной инстанцией.
Около 1720 года учреждена Юстиц-коллегия Лифляндских и Эстляндских дел, с 1762 года получившая название Юстиц-коллегия Лифляндских, Эстляндских и Финляндских дел, занимавшаяся административно-судебными вопросами присоединённых шведских провинций, а также вопросами деятельности протестантских церквей на всей территории империи.
В 1721 году учреждена Вотчинная коллегия, заменившая Поместный приказ.
В 1722 году Берг-Мануфактур-коллегия разделена на Берг-коллегию и Мануфактур-коллегию, а также учреждена Малороссийская коллегия, заменившая Малороссийский приказ.
В 1726 году учреждена Коллегия экономии.
В 1763 году учреждена Медицинская коллегия.
В результате реформы местного управления, проведённой Екатериной II, к середине 1780-х годов число коллегий резко сократилось. Перераспределение полномочий между центральными и местными органами управления вкупе с необходимостью экономии казённых средств привели к тому, что коллежские функции местного значения были переданы в губернские учреждения, а функции общегосударственного масштаба — в Правительствующий сенат. Из коллегий продолжали по-прежнему действовать только Адмиралтейская, Военная, Иностранных дел, Медицинская и Юстиц-коллегия Лифляндских, Эстляндских и Финляндских дел.
Некоторые из старых коллегий были ненадолго восстановлены в ходе преобразований Павла I, однако в этот период коллегиальный принцип управления всё более уступал место принципу единоначалия в рамках разрабатывавшегося императором проекта учреждения министерской системы. В частности, восстановленную Коммерц-коллегию возглавил министр коммерции. Коллегиальное управление имело место вплоть до 1802 года, когда «Манифестом об учреждении министерств» было положено начало более прогрессивной, министерской системе.

## Генеральный регламент
Деятельность коллегий определял Генеральный регламент, утверждённый Петром I 28 февраля (10 марта) 1720 года (утратил значение с изданием Свода законов Российской империи).
Полное название этого нормативного акта: «Генеральный регламент или устав, по которому государственные коллегии, також и все оных принадлежащих к ним канцелярий и контор служители, не только во внешних и внутренних учреждениях, но и во отправлении своего чина подданнейше поступать имеют».
Генеральный регламент ввёл систему делопроизводства, получившую название «коллежской» по названию учреждений нового типа — коллегий. Доминирующее значение в этих учреждениях получил коллегиальный способ принятия решений присутствием коллегии. Этой форме принятия решений Пётр I уделял особое внимание, отмечая, что «все лучшее устроение через советы бывает» (глава 2 Генерального регламента «О преимуществе коллегий»).

## Работа коллегий
Сенат участвовал в назначении президентов и вице-президентов коллегий (при назначении президента учитывалось мнение царя (императора)). Кроме них, в состав новых органов входили: четыре советника, четыре асессора (заседателя), секретарь, актуариус (канцелярский служащий, регистрирующий акты или их составляющий), регистратор, переводчик, подьячие.

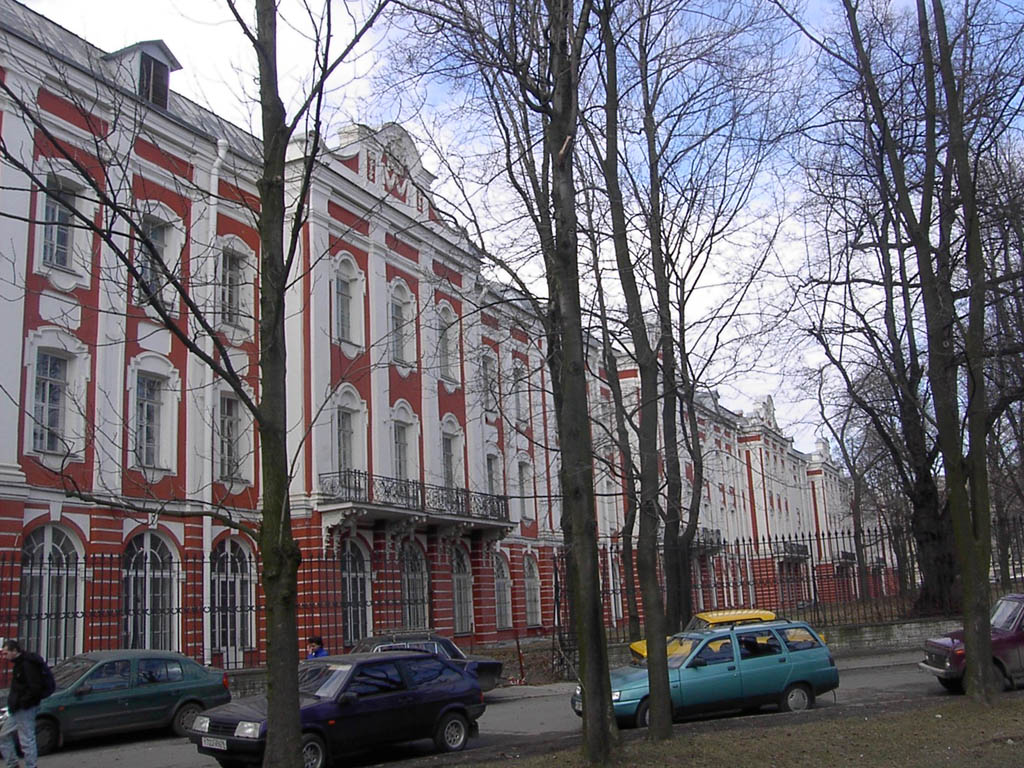
Современный вид здания 12 коллегий

Президент был первым лицом в коллегии, но он ничего не мог постановить без согласия членов коллегии. Вице-президент замещал президента во время его отсутствия; обычно же помогал ему в исполнении его обязанностей как председателя коллегии. В 1718—1722 годах президенты коллегий входили в состав Сената, однако затем в его заседаниях участвовали только президенты трёх важнейших коллегий (Иностранной, Военной и Адмиралтейской), а также (временно) президент Берг-коллегии.
Заседания коллегий проходили ежедневно, кроме воскресных и праздничных дней. Начинались они в 6 или 8 часов утра, в зависимости от времени года, и продолжались 5 часов.
Материалы для коллегий готовились в Канцелярии коллегии, откуда передавались в Общее присутствие коллегии, где обсуждались и принимались большинством голосов. Вопросы, по которым в коллегии не удалось принять решение, передавались в Сенат — единственное учреждение, которому коллегии были подчинены.
При каждой коллегии состоял прокурор, обязанностью которого было наблюдать за правильным и безволокитным решением дел в коллегии и исполнением указов как коллегией, так и подчинёнными ей структурами.
Центральной фигурой канцелярии становится секретарь. На нём лежала ответственность за организацию делопроизводства коллегии, подготовку дел к слушанию, докладывание дел на заседании коллегии, ведение справочной работы по делам, оформление решений и контроль за их исполнением, хранение печати коллегии.

## Значение коллегий
Создание системы коллегий завершило процесс централизации и бюрократизации государственного аппарата. Чёткое распределение ведомственных функций, единые нормы деятельности (по Генеральному регламенту) — всё это существенно отличало новый аппарат от приказной системы.
Кроме того, создание коллегий нанесло последний удар по системе местничества, отменённой ещё в 1682 году, но имевшей место неофициально.

## Минусы в работе коллегий
Грандиозный замысел Петра I разграничить ведомственные функции и дать каждому чиновнику чёткий план действий, был претворён в жизнь не полностью. Зачастую коллегии подменяли друг друга (как когда-то приказы). Так, например, Берг-, Мануфактур- и Коммерц-коллегии могли выполнять одну и ту же функцию.
Вне сферы контроля коллегий долгое время оставались важнейшие функции — полиция, просвещение, медицина, почта. Постепенно, правда, система коллегий дополнялась новыми отраслевыми органами, часто называвшиеся канцеляриями. Так, Аптекарский приказ, действовавший уже в новой столице — Петербурге, с 1721 года был преобразован в Медицинскую коллегию, а с 1725 года — в Медицинскую канцелярию. Канцелярии могли быть как единоначальными, так и коллегиальными. Коллегиальные канцелярии не имели такого жёсткого и чёткого регламентирования, как коллегии, но приближались к ним по структуре и значению.